# Gouttières, Eure
Gouttières är en kommun i departementet Eure i regionen Normandie i norra Frankrike. Kommunen ligger i kantonen Beaumesnil som tillhör arrondissementet Bernay. År 2018 hade Gouttières 183 invånare.

## Befolkningsutveckling
Antalet invånare i kommunen Gouttières
Referens:INSEE